# درين فيكا
درين فيكا (بالألبانية: Dren Feka‏) (9 يونيو 1997 بباد أولدزلوه في ألمانيا - ) هو لاعب كرة قدم ألباني في مركز الوسط. لعب مع نادي هامبورغ.

## روابط خارجية
- درين فيكا على موقع قاعدة بيانات كرة القدم.إي يو (الإنجليزية)
- درين فيكا على موقع Soccerway.com (الإنجليزية)
- درين فيكا على موقع عالم كرة القدم.نت (الإنجليزية)
- درين فيكا على موقع AS.com (الإسبانية)